# Mohamed Ounajem
Mohamed Ounajem, nació  el 4 de enero de 1992 en Errachidia, es un futbolista internacional marroquí. Juega en el Zamalek SC desde 2019 de extremo o medio ofensivo.

## Biografía

### En club
Ounajem fue campeón de la segunda división de Marruecos con el CA Khenifra, ya estando en la primera división hizo muy buena temporada con el mismo equipo lo que le llevó a interesar a unos de los equipos más grandes de Marruecos el Wydad de Casablanca.
En 2015 ficha por el Wydad.
Con el Wydad de Casablanca, participó  en la Liga de los campeones de la CAF 2016.

### En selección
Ounnajem ha sido seleccionado 5 veces con la selección de Marruecos A' que es un combinado nacional compuesto solo por jugadores que juegan en la misma liga del país.
Ha marcado 2 goles con la selección A'.

## Palmarés
Chabab Atlas Khénifra
- Campeonato de Marruecos D2
  - Campeón : 2014